# Debutant (båttyp)
Debutant är en segelbåt för två–fyra man som ritades av Torild Larsson i mitten av 1970-talet. Den byggdes på Fisksätra varv. Skrovet är byggt i plast. Det finns tre kojer.